# リンキング・ラブ
『リンキング・ラブ』は、2017年に公開された日本映画。金子修介監督作品。主演はAKB48の田野優花。原作は萩島宏のネット小説『Linking Love』。
2017年の現代からバブル経済崩壊直後の1991年にタイムスリップした女子大生が、現在は離婚危機にある両親の若き日に出会い、2人の恋を成就させるためにAKB48の楽曲を持ち込んで、母親たちと共に学園祭でアイドルグループ「ASG16」を結成するSF青春コメディ。
原作小説は電子書籍化されている他、きたがわ翔によってコミック化もされている。

## あらすじ
2017年、大学2年生の真塩美唯（田野優花）はアイドル志望だったもののAKB48のオーディションに落選し、方向転換してラップバトルのイベントに臨むも決勝で敗退。落ち込んで家に帰ると、母の由美子（石橋杏奈）が婿養子の父・健一郎（渡辺徹）を2人が経営する大手アパレル会社から解任して家を出ていくところに遭遇する。
自分の部屋に戻って途方に暮れる美唯の前に、部屋にあったランプから怪しげな守護神（西村まさ彦）が出現。守護神は3つの願いごとをかなえてくれるというが、美唯の願いをまともに聞こうともせずに早とちりで彼女を過去にタイムスリップさせてしまう。そこは1991年、バブル経済がはじけて間もない日本だった。
そこで美唯は大学時代の母・真塩由美子（石橋杏奈）と父・茂手木健一郎（白洲迅）に出会う。付き合ってはいるものの、アイドルに夢中なアイドルオタクの健一郎と、彼を振り向かせようとする由美子は心がすれ違い気味。美唯は26年後の両親の離婚を阻止するために、由美子をアイドル化してアイドル好きの父を振り向かせようとするのだが……。

## キャスト
- 真塩 美唯 - 田野優花
- 真塩 由美子 - 石橋杏奈
- 茂手木 健一郎 - 白洲迅
- 加賀 修造 - 中尾明慶
- 牛尾 貴文 - 落合モトキ
- 浦野 修一 - 加藤諒
- 吉岡 啓介 - 武田航平
- 芦田 マコト - ねりお弘晃
- 寺島 弘美 / 吉岡 雅美（二役） - 益田恵梨菜
- 北川 梨奈 - 樋井明日香
- 南田 早織 - 未浜杏梨
- 西野 マリ - 長谷川眞優
- 東山 恵子 - 佐々木しほ
- 林田 サチ江 - 眞嶋優
- 中平 カヨ子 - 古橋舞悠
- 小谷 ミナ代 - 森岡朋奈
- 鈴木 恵利 - 磯原杏華
- 佐藤 その子 - 葉月
- 山田 さゆり - 百合沙
- 伊藤 麻巳子 - 落合萌
- 高橋 理香 - 久田莉子
- 田中 春美 - 木下愛華
- 室岡（タイムコップ） - 大倉孝二
- 菊村 亮輔 - 黄川田将也
- 田所教授（助教授） - 木下隆行
- 真塩 健一郎 - 渡辺徹
- 真塩 由紀 - 浅田美代子
- 守護神 - 西村まさ彦

## スタッフ
- 監督：金子修介
- エグゼクティブプロデューサー：萩島宏
- プロデューサー：臼井正明
- 脚本：長谷川隆、金子修介
- 原作：萩島宏「Linking Love」
- 撮影：釘宮慎治
- 美術監督：若松孝市（A.P.D.J.）
- 照明：田辺浩
- 録音・整音：藤丸和徳
- 美術：瀬下幸治（A.P.D.J.）
- 装飾：神戸信次
- スクリプター：柳沼由加里
- 編集：矢船陽介
- スタイリスト：西留由起子
- 衣装デザイナー：宮崎裕紀（RENAI KEIKAKU）
- ヘアメイク：清田恵子
- キャスティング：空閑由美子
- 助監督：村上秀晃、山口晃二
- 製作担当：馬渕敦史
- アソシエイトプロデューサー：古森正泰
- 音楽：MOKU（M2 MUSIC）
- 主題歌：Thinking Dogs 「Oneway Generation」（SONY MUSIC）
- 制作：プロダクションシネムーブ
- 製作：AiiA Corporation
- 配給協力：トリプルアップ
- 配給：BS-TBS

## 劇中に登場する1991年当時の事物
- ホンダ・ビート
- ミスコン
- バブル崩壊
- プロデューサー巻き
- CoCo REBORN（ココリボーン）（本作のために設定された架空のアイドル。モデルはCoCoとribbon）
- ボディコン
- ジュリアナ / マハラジャ
- ラムちゃん
- 超小型携帯ムーバ
- アッシーくん - メッシーくん
- 女子サッカー
- 就職戦線異状なし（1991年に公開された金子修介監督の映画）
- DCブランド
- 肩パッド

## 劇中で使用されるAKB48の楽曲
- 制服が邪魔をする
- Everyday、カチューシャ
- フライングゲット
- 恋するフォーチュンクッキー